# 南花畑
南花畑（みなみはなはた）は、東京都足立区北東部の町名。旧町名は花畑町、保木間町、内匠本町。現行行政地名は南花畑一丁目から南花畑五丁目。住居表示実施済み区域である。
隣接する地域は、北は花畑および埼玉県八潮市浮塚、東は綾瀬川を挟んで神明および神明南、南は六町、西は東保木間および保木間。

## 地域
綾瀬川西岸に沿った一帯で、南部の一、二丁目は比較的区画整理の行き届いた町並みが広がり、住宅地と工業施設とが混在している。一方で北部の三、四丁目は農村時代の古い町並みを残し、旧家が立ち並んでいる。南花畑で内陸側に飛び出した五丁目には高層団地が立ち、その周りを一戸建住宅が取り囲むようにして立ち並んでいる。
かつては足立区の大半に及ぶ鉄道空白地帯の一つであったこの地域も、2005年につくばエクスプレス線の開業で隣の六町に駅が設けられ、都心へと直結することとなった。

## 地名由来
旧花畑村に由来し、花畑の南にあることから1978年の住居表示実施時に「南花畑」となった。しかし、これには旧来の伝統ある「内匠本町」の町名を残したいとする住民側の激しい反発があり、紆余曲折を経ることとなった。

## 地価
住宅地の地価は、2024年（令和6年）7月1日の地価調査によれば、南花畑4-23-8の地点で24万6000円/m2となっている。

## 世帯数と人口
2025年（令和7年）1月1日現在（足立区発表）の世帯数と人口は以下の通りである。
| 丁目         | 世帯数    | 人口     |
| ------------ | --------- | -------- |
| 南花畑一丁目 | 1,157世帯 | 2,287人  |
| 南花畑二丁目 | 2,359世帯 | 4,447人  |
| 南花畑三丁目 | 1,907世帯 | 3,483人  |
| 南花畑四丁目 | 1,728世帯 | 3,042人  |
| 南花畑五丁目 | 1,434世帯 | 2,590人  |
| 計           | 8,585世帯 | 15,849人 |

### 人口の変遷
国勢調査による人口の推移。
| 年                 | 人口   |
| ------------------ | ------ |
| 1995年（平成7年）  | 15,006 |
| 2000年（平成12年） | 14,779 |
| 2005年（平成17年） | 14,326 |
| 2010年（平成22年） | 15,579 |
| 2015年（平成27年） | 15,707 |
| 2020年（令和2年）  | 15,948 |

### 世帯数の変遷
国勢調査による世帯数の推移。
| 年                 | 世帯数 |
| ------------------ | ------ |
| 1995年（平成7年）  | 5,316  |
| 2000年（平成12年） | 5,642  |
| 2005年（平成17年） | 5,763  |
| 2010年（平成22年） | 6,999  |
| 2015年（平成27年） | 7,107  |
| 2020年（令和2年）  | 7,600  |

## 学区
区立小・中学校に通う場合、学区は以下の通りとなる（2023年4月時点）。なお、足立区では学校選択制度を導入しており、区内全域から選択することが可能。ただし、小学校に関しては、2018年（平成30年）度から学区域または学区域に隣接する学校のみの選択になる。
| 丁目         | 番地             | 小学校                 | 中学校             |
| ------------ | ---------------- | ---------------------- | ------------------ |
| 南花畑一丁目 | 2番以降          | 足立区立花畑小学校     | 足立区立花保中学校 |
| 南花畑一丁目 | 1番              | 足立区立花保小学校     | 足立区立花保中学校 |
| 南花畑二丁目 | 全域             | 足立区立花保小学校     | 足立区立花保中学校 |
| 南花畑三丁目 | 全域             | 足立区立花畑小学校     | 足立区立花保中学校 |
| 南花畑四丁目 | 4〜8番           | 足立区立花畑小学校     | 足立区立花保中学校 |
| 南花畑四丁目 | 1〜3番           | 足立区立花保小学校     | 足立区立花保中学校 |
| 南花畑四丁目 | 11〜13番         | 足立区立花畑第一小学校 | 足立区立花保中学校 |
| 南花畑四丁目 | 9〜10番 14番以降 | 足立区立花畑第一小学校 | 足立区立花畑中学校 |
| 南花畑五丁目 | 8〜14番 16番以降 | 足立区立花畑第一小学校 | 足立区立花畑中学校 |
| 南花畑五丁目 | 15番             | 足立区立渕江第一小学校 | 足立区立花畑中学校 |
| 南花畑五丁目 | 1〜3番           | 足立区立渕江第一小学校 | 足立区立渕江中学校 |
| 南花畑五丁目 | 4〜7番           | 足立区立花保小学校     | 足立区立花保中学校 |

## 事業所
2021年（令和3年）現在の経済センサス調査による事業所数と従業員数は以下の通りである。
| 丁目         | 事業所数  | 従業員数 |
| ------------ | --------- | -------- |
| 南花畑一丁目 | 66事業所  | 468人    |
| 南花畑二丁目 | 199事業所 | 1,749人  |
| 南花畑三丁目 | 129事業所 | 788人    |
| 南花畑四丁目 | 95事業所  | 1,017人  |
| 南花畑五丁目 | 56事業所  | 753人    |
| 計           | 545事業所 | 4,775人  |

### 事業者数の変遷
経済センサスによる事業所数の推移。
| 年                 | 事業者数 |
| ------------------ | -------- |
| 2016年（平成28年） | 529      |
| 2021年（令和3年）  | 545      |

### 従業員数の変遷
経済センサスによる従業員数の推移。
| 年                 | 従業員数 |
| ------------------ | -------- |
| 2016年（平成28年） | 4,238    |
| 2021年（令和3年）  | 4,775    |

## 交通

### 鉄道
- 首都圏新都市鉄道

首都圏新都市鉄道つくばエクスプレス線：六町駅 - （駅の所在地は六町）
未成線
- 筑波高速度電気鉄道　※計画段階で廃止

### 道路・橋梁
- 埼玉県道・東京都道102号平方東京線
- 東京都道466号内匠橋花畑線
- 都市計画道路
  - 補助140号線
  - 補助259号線
  - 補助261号線
- 浮花橋
- 内匠橋

## 施設
- 南花畑住区センター（南花畑三丁目14-7）
- 花畑郵便局（南花畑三丁目19）
- 足立区立花保小学校（南花畑二丁目19-1）
- 足立区立花畑小学校（南花畑三丁目22-1）
- 東京都立足立特別支援学校（南花畑五丁目24-29）
- 東京都立城北特別支援学校（南花畑五丁目13-1）

## 史跡
- 不動院（南花畑三丁目25-8）
- 七面神社（南花畑三丁目17-5）
- 地守り稲荷（南花畑三丁目10）
- 長建寺（南花畑四丁目19-18）
- 庚申塔（南花畑五丁目118-2）

## その他

### 日本郵便
- 郵便番号 : 121-0062[3]（集配局 : 足立北郵便局[16]）。